# Facultad de Ciencias Forestales de la Universidad Nacional Agraria La Molina
La Facultad de Ciencias Forestales de la Universidad Nacional Agraria La Molina (FCF-UNALM), es una unidad académica y de investigación orientada a generar información y tecnología para el aprovechamiento y manejo de los recursos forestales del Perú. En el ámbito nacional, la facultad mantiene una posición de liderazgo en el campo de la enseñanza, investigación y proyección social. 
Forma parte de las 12 escuelas académico-profesionales especializadas con las que cuenta la universidad.

## Historia
La facultad fue fundada el 11 de septiembre de 1964 con apoyo del fondo especial de las Organización de las Naciones Unidas, mediante el Proyecto de Capacitación e Investigación Forestal en el Perú (Proyecto FAO 116 UNDP). La nueva unidad académica se creó para proporcionar capacitación forestal de alto nivel acorde a la realidad nacional del país. La primera cátedra empieza a dictarse ese mismo año, siendo la primera promoción de graduados la de 1965. De aquellos graduados, todos ellos ya eran profesionales que trabajaban en el ramo, la mayoría graduados de ingenieros agrónomos.
Actualmente, con recursos propios, cuenta con docentes de primer nivel, equipos, laboratorios e instalaciones que han contribuyen a la investigación forestal, a la enseñanza técnica y superior y la proyección hacia la comunidad en los últimos 50 años.

## Organización
La Facultad está conformada por dos departamentos académicos: 
- el departamento académico de Industrias Forestales encargada del enfoque transformador de la madera y su relación con los mercados y la economía. Está organizado en tres áreas académicas:

- Transformación Mecánica de la Madera
- Aprovechamiento y Economía Forestal
- Transformación Química de la Madera

- El departamento académico de Manejo Forestal encargado principalmente de la programación de cursos orientados al conocimiento de ecosistemas forestales. Está organizado en tres áreas académicas:

- Área de Ordenación y Evaluación Forestal
- Área de Dendrología, Ecología y Silvicultura
- Área de Fauna Silvestre y Parque Nacionales

La Facultad cuenta con 42 profesores, de los cuales 36 cuentan con grados avanzados de maestría (Mg. Sc.) y/o doctorado (Ph. D.). A nivel de pregrado cuenta con 77 cursos distribuidos en sus departamentos académicos. A nivel de postgrado, desde la Facultad, se administran cuatro especialidades de nivel de Maestría: Conservación de Recursos Forestales; Bosques y Gestión de Recursos Forestales e Ingeniería de la madera; Ecoturismo. 
En el año 1981, siendo decano Marc Dourojeanni y en colaboración con la embajada de Canadá se desarrolló el programa de postgrado. Actualmente, en todas ellas, además de destacados profesores de la UNALM se cuenta con la participación de profesores visitantes peruanos y extranjeros de reconocida trayectoria científica y profesional.

## Infraestructura

### Laboratorios de investigación
La facultad posee y gestiona salones de clases, laboratorios, sala de consejo, oficinas para docentes, un vivero, una biblioteca, un Auditorio y centros de investigación a nivel nacional. Además de las oficinas y áreas administrativas dentro del campus universitario en Lima, la FCF-UNALM cuenta con los siguientes laboratorios:
1. Anatomía e Identificación de Maderas
2. Dendrología y Herbario
3. Fauna Silvestre
4. Maquinarias y Equipos
5. Preservación de la Madera
6. Pulpa y Papel
7. Sivicultura
8. Tecnología de la Madera
9. Teledetección Aplicada y SIG

### Unidades experimentales
La Unidad Modelo de Manejo y Producción Forestal Dantas (UMMPF - Dantas) es administrada por la facultad. Está ubicada políticamente en el Distrito de Yuyapichis, Provincia de Puerto Inca, Huánuco. La Unidad, según la Resolución de la Superintendencia de Bienes Nacionales N° 263 - 2001 del 18 de julio de 2001, publicado el 1 de agosto del mismo año, tiene una superficie de 4 784 ha + 1600 m².

## Grupos estudiantiles
La facultad tiene una tradición activa de participación de los estudiantes en la vida académica y extracurricular. Muchos estudiantes forman parte de grupos de interés en torno a temas ambientales, forestales y de arboricultura.